# Sydney Pollack
Sydney Pollack, född 1 juli 1934 i Lafayette i Indiana, död 26 maj 2008 i Pacific Palisades i Los Angeles, Kalifornien, var en amerikansk filmregissör, producent och skådespelare.

## Biografi
Sydney Pollack regisserade fler än 21 filmer och 10 TV-serier, han medverkade som skådespelare i mer än 30 filmer och TV-serier och producerade mer än 44 filmer. Till hans mest kända filmer hör Mitt Afrika från 1985, vilken gav honom en Oscar för bästa regi.

## Filmografi i urval
- 1960 – Alfred Hitchcock Presents (gästroll i TV-serie, avsnittet "The Contest for Aaron Gold")
- 1969 – Fästningen i Ardennerna (regi)
- 1969 – När man skjuter hästar så... (regi)
- 1973 – Våra bästa år (regi)
- 1975 – Tre dagar för Condor (regi)
- 1981 – Utan ont uppsåt (regi och producent)
- 1982 – Tootsie (regi och roll)
- 1985 – Mitt Afrika (regi)
- 1990 – Havanna (regi och producent)
- 1992 – Fruar och äkta män (roll)
- 1993 – Firman (regi)
- 1995 – Sabrina (regi)
- 1998 – Sliding Doors (producent)
- 1999 – The Talented Mr. Ripley (producent)
- 1999 – Eyes Wide Shut (roll)
- 2000–2006 – Will & Grace (TV-serie) (återkommande gästroll, fyra avsnitt)
- 2002 – Changing Lanes (roll)
- 2003 – Åter till Cold Mountain (producent)
- 2005 – Tolken (regi)
- 2006 – Breaking and Entering (producent)
- 2007 – Entourage (cameo i TV-serie, avsnittet "No Cannes Do")
- 2007 – Michael Clayton (roll, producent)
- 2008 – Brudens bäste man (roll)
- 2008 – The Reader (producent)

## Teater

### Roller
| År   | Roll                      | Produktion                               | Regi              | Teater                        |
| ---- | ------------------------- | ---------------------------------------- | ----------------- | ----------------------------- |
| 1955 | Rusti, en ungersk korpral | The Dark Is Light Enough Christopher Fry | Guthrie McClintic | ANTA Playhouse, New York, USA |